# Zoológico de Gaza
El Zoológico de Gaza es un complejo de ocio, serie de jardines públicos, parque infantil de diversiones y un zoológico creado por el gobierno de Gaza en la primavera de 2010, en una propiedad del gobierno que antes era un vertedero de basura.
También es o fue un pequeño zoológico privado, conocido como «Zoológico tierra de Mara» ubicado a la salida de la calle Salahadin, en el barrio de Zeitún de la ciudad de Gaza. Los animales del zoológico, al igual que la gente del lugar, han sufrido a causa de las dificultades en Gaza y el zoológico ha aparecido con frecuencia en los informes de los medios internacionales. El zoológico fue gravemente dañado durante la guerra de 2008-09 contra Israel.
El inventario del zoológico, además de dos leones incluye varias águilas, algunas palomas, algunos zorros, algunos gatos, perros, caballos, lobos, gansos, tortugas, venados, monos, gallinas, faisanes, pavos reales y un camello.